# Lakritsriska
Lakritsriska (Lactarius helvus) är en svampart som först beskrevs av Elias Fries, och fick sitt nu gällande namn av Elias Fries 1838. Lakritsriska ingår i släktet riskor och familjen kremlor och riskor.  Arten är reproducerande i Sverige. Inga underarter finns listade i Catalogue of Life.
Den växer på fuktig mark, ofta i kärrkanter och myrmarker i barr- och blandskog i hela Sverige. 
Den är svagt giftig och kan orsaka laxerande symptom.

## Källor

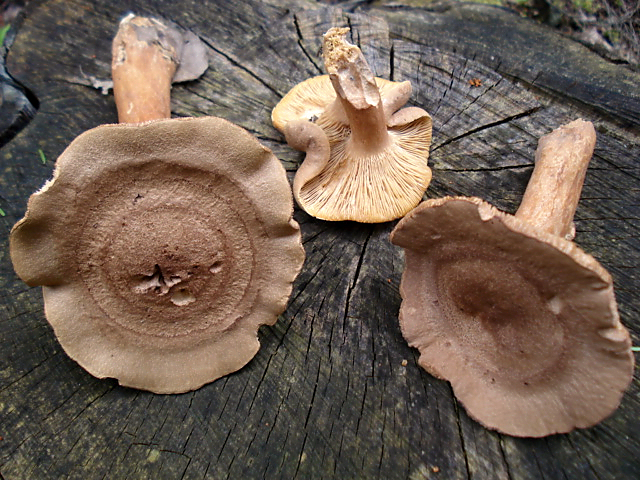
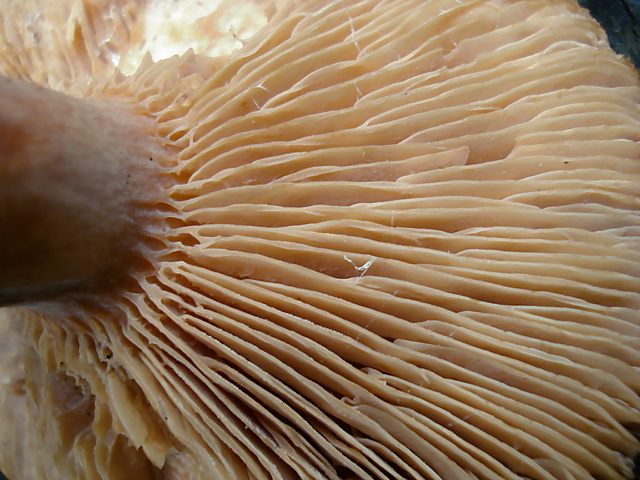
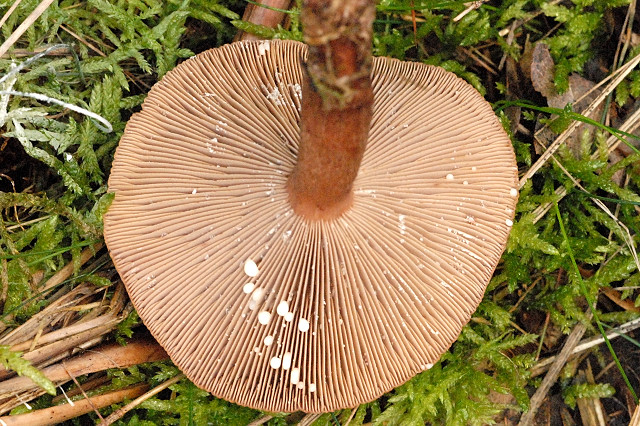